# Соколов, Александр Николаевич (политик)
Алекса́ндр Никола́евич Соколо́в (род. 13 июня 1950, c. Даниловка, Смидовичский район, Еврейская АО, Хабаровский край, РСФСР, СССР) — российский политик, выборный муниципальный служащий, мэр Хабаровска (2000—2018), почётный гражданин города Хабаровска (2008), кандидат юридических наук (2001), президент Ассоциации сибирских и дальневосточных городов (2014—2019). С 2019 года проживал в г. Ирвайн, Калифорния, Соединённые Штаты Америки. Ныне вернулся в Хабаровск. Член «Единой России» (2009).

## Биография
Родился в 1950 году в селе Даниловка Еврейской автономной области; детство провёл в посёлке Смидович. В 1967 году окончил среднюю школу, пошёл работать учеником слесаря на завод им. Горького в Хабаровске. В 1968 году был призван в ряды Советской Армии, служил в Дальневосточном военном округе. После службы вернулся на завод, работал слесарем-сборщиком, старшим инженером-диспетчером, старшим инженером-технологом, заочно учился в Хабаровском институте инженеров железнодорожного транспорта (ныне Дальневосточный государственный университет путей сообщения), который окончил в 1980 году.
В 1977 году избран первым секретарём Железнодорожного райкома комсомола. С 1981 по 1983 год работал заведующим промышленно-транспортным отделом Железнодорожного райкома КПСС. В 1983 году был избран секретарём парткома завода им. Горького, а в 1987 году стал его директором.
В 1989 году по рекомендации руководства края Александр Соколов был избран первым секретарём Хабаровского горкома КПСС. В 1990—1991 годах являлся членом ЦК КПСС.
В 1990 году в Хабаровске проходили первые альтернативные выборы в городской Совет народных депутатов; на них Соколов был избран депутатом и председателем городского Совета народных депутатов. В 1993 году Александр Николаевич был назначен первым заместителем главы администрации города Хабаровска по экономическим вопросам. С декабря 1994 по сентябрь 2000 года работал генеральным директором ОАО «Хабаровскнефтепродукт».
Четырежды (24 сентября 2000 года, 26 сентября 2004 года, 12 октября 2008 года и 8 сентября 2013 года) избирался мэром города Хабаровска.
В ноябре 2001 года А. Н. Соколову присуждена ученая степень кандидата юридических наук.

### Выборы мэра Хабаровска[6]
24 сентября 2000 года — вторые досрочные выборы мэра Хабаровска на 4 года:
- и. о. мэра Хабаровска, директор АО «Хабаровскнефтепродукт» Александр Соколов[7][8][9] — 84,2 %.
- от ЛДПР — Константин Ошкин — 4,8 %.
- предприниматель — Вадим Сухарев — 3,15 %.

Явка — 18,97 %.
26 сентября 2004 года — третьи выборы мэра Хабаровска на 4 года:
- действующий мэр Хабаровска Александр Соколов — 83,89 %.
- владелец торговой сети «Великан» — Михаил Буньков — 4,18 %.
- замдиректора ООО «Бруслит» — Владимир Соснин — 3,04 %.
- против всех — 7,93 %.

Явка — 36,56 %.
12 октября 2008 года — четвёртые выборы мэра Хабаровска на 5 лет:
- от «ЕР» — действующий мэр Хабаровска — Александр Соколов — 79,89 %.
- самовыдвижение — замдиректора МУП «Службы заказчика по ЖКУ» — Борис Серебряков — 18,02 %.
- самовыдвижение — гендиректор ООО "Ремонтно-строительная фирма «Восток» — Виталий Ветошкин — отказ.
- самовыдвижение — пенсионер — Василий Дмитриенко — отказ.
- самовыдвижение — охранник ЧОП «Вызов» — Сергей Истрашкин — отказ.
- самовыдвижение — городской депутат — Дмитрий Ковальчук — отказ.
- самовыдвижение — начальник отдела департамент муниципальной собственности города — Евгений Сабуров — отказ.
- самовыдвижение — Виталий Шамарин — отказ.

Явка — 30,6 %.
8 сентября 2013 года — пятые выборы мэра Хабаровска на 5 лет:
- от «ЕР» — действующий мэр Хабаровска — Александр Соколов — 67,9 %.
- от КПРФ — замдиректора ООО «Ареал» — Петр Перевезенцев — 10,07 %.
- от ЛДПР — краевой депутат — Геннадий Савочкин — 8,70 %.
- от Трудовой партии России — адвокат — Константин Лысенко — 3,84 %.
- от партии «Родная Страна» — пенсионер — Евгений Афанасьев — 3,19 %.
- от «Российский общенародный союз» — гендиректор ООО «27 Регион» — Леонид Разуванов — 2,67 %.
- самовыдвижение — директор ООО «Бруслит Сервис» — Сергей Елизаров — выбыл.
- от «СР» — главный энергетик филиала «Амур-пиво» — Василий Оттенс — выбыл.
- самовыдвижение — директор ООО «Надежда» — Александр Шевченко — отказ.

Явка — 29,99 %.
На выборах 2018 года свою кандидатуру не выдвигал, в выборах не участвовал.

## Членство в организациях
Являлся членом Совета по местному самоуправлению при Президенте РФ (с 2012 г. до 30 марта 2017 г.) и Совета по местному самоуправлению при председателе Государственной Думы Федерального Собрания РФ, входил в руководящие органы Международной Ассамблеи столиц и крупных городов, являлся президентом Ассоциации сибирских и дальневосточных городов (2014—2019). Также он являлся президентом Совета Дальневосточной межрегиональной общественной организации «Ассоциация городов Дальнего Востока и Сибири по дружественным связям с городами Японии» и представителем РФ в Палате местных властей Конгресса местных и региональных властей Европы.
Является членом политсовета городской и членом президиума краевой организации партии «Единая Россия».

## Критика и обвинения в коррупции
16 апреля 2019 года Штаб Навального в Хабаровске опубликовал фильм-расследование «18 лет воровства. Американская мечта мэра Хабаровска». В фильме рассказывается об имуществе Александра Соколова, а именно о коттедже в Большехехцирском заповеднике, квартирах в Москве и Хабаровске и о шести домах в США. Так же в фильме рассказывается о стабильном ежегодном шестимесячном отсутствии Александра Соколова на рабочем месте.

## Награды и звания
- орден Почёта (22 мая 2014 года) — за достигнутые трудовые успехи, значительный вклад в социально-экономическое развитие Российской Федерации, заслуги в освоении космоса, гуманитарной сфере, укреплении законности, активную законотворческую и общественную деятельность, многолетнюю добросовестную работу[12]
- орден Дружбы
- медаль «За трудовую доблесть»
- медаль «В ознаменование 100-летия со дня рождения Владимира Ильича Ленина»
- медаль «За отличие в охране государственной границы»
- юбилейная медаль «300 лет Российскому флоту»
- медаль «Звезда ЮНЕСКО».
- звание «Почетный гражданин города Хабаровска» (2008)
- Орден Восходящего солнца четвёртой степени с золотыми лучами и розеткой (21 мая 2019 года)[13]

## Семья
Женат. Имеет четверых детей.